# Motins de Gordon
Os Motins de Gordon de 1780 foram vários dias de tumultos em Londres motivados pelo sentimento anticatólico. Eles começaram com um grande e ordeiro protesto contra a Lei dos Papistas de 1778, cujo objetivo era reduzir a discriminação oficial contra os católicos britânicos promulgada pela Lei do Papado de 1698. Lord George Gordon, chefe da Associação Protestante, argumentou que a lei permitiria que os católicos se juntassem ao exército britânico e tramassem uma traição. O protesto levou a tumultos e saques generalizados, incluindo ataques à prisão de Newgate e ao Banco da Inglaterra e foi o mais destrutivo da história de Londres. 
A violência começou mais tarde, em 2 de junho de 1780, com saques e incêndios de capelas católicas em embaixadas estrangeiras. Os magistrados locais, com medo de atrair a ira da turba, não invocaram o Riot Act. Não houve repressão até que o governo finalmente enviou o exército, resultando em cerca de 300 a 700 mortes. A violência principal durou até 9 de junho de 1780.
Os distúrbios ocorreram perto do auge da Guerra da Independência Americana, quando a Grã-Bretanha, sem grandes aliados, lutava contra rebeldes americanos, França e Espanha. A opinião pública, especialmente nos círculos da classe média e da elite, repudiou o anticatolicismo e a violência da classe baixa e apoiou o governo de Lord North.